# Ugny-le-Gay
Ugny-le-Gay é uma comuna francesa na região administrativa de Altos da França, no departamento de Aisne. Estende-se por uma área de 5,9 km². Em 2010 a comuna tinha 188 habitantes (densidade: 31,9 hab./km²).